# Premi Lumière 2014
La cerimonia di premiazione della 19ª edizione dei Premi Lumière si è svolta il 20 gennaio 2014 ed è stata presieduta da Carole Bouquet.
Il film trionfatore è stato La vita di Adele di Abdellatif Kechiche, vincitore di quattro riconoscimenti: miglior film, miglior regista, miglior attrice e miglior rivelazione femminile.

## Vincitori e candidati
I vincitori sono indicati in grassetto, a seguire gli altri candidati.
Miglior film
- La vita di Adele (La Vie d'Adèle - Chapitres 1 & 2), regia di Abdellatif Kechiche
- 9 mois ferme, regia di Albert Dupontel
- Grand Central, regia di Rebecca Zlotowski
- Mood Indigo - La schiuma dei giorni (L'Écume des jours), regia di Michel Gondry
- Quai d'Orsay, regia di Bertrand Tavernier
- Renoir, regia di Gilles Bourdos

Miglior regista
- Abdellatif Kechiche - La vita di Adele (La Vie d'Adèle - Chapitres 1 & 2)
- Gilles Bourdos - Renoir
- Albert Dupontel - 9 mois ferme
- Michel Gondry - Mood Indigo - La schiuma dei giorni (L'Écume des jours)
- Bertrand Tavernier - Quai d'Orsay
- Rebecca Zlotowski - Grand Central

Migliore sceneggiatura
- Roman Polański e David Ives - Venere in pelliccia (La Vénus à la fourrure)
- Asghar Farhadi - Il passato (Le Passé)
- Christophe Blain e Abel Lanzac - Quai d'Orsay
- Albert Dupontel - 9 mois ferme
- Nabil Ben Yadir e Nadia Lakhdar - La Marche
- Jean-Paul Lilienfeld - Arrêtez-moi

Miglior attrice
- Léa Seydoux - Grand Central e La vita di Adele (La Vie d'Adèle - Chapitres 1 & 2)
- Juliette Binoche - Camille Claudel 1915
- Catherine Deneuve - Elle s'en va
- Sandrine Kiberlain - 9 mois ferme
- Emmanuelle Seigner - Venere in pelliccia (La Vénus à la fourrure)
- Christa Theret - Renoir

Miglior attore
- Guillaume Gallienne - Tutto sua madre (Les Garçons et Guillaume, à table!)
- Michel Bouquet - Renoir
- Guillaume Canet - Jappeloup
- Romain Duris - Mood Indigo - La schiuma dei giorni (L'Écume des jours)
- Thierry Lhermitte - Quai d'Orsay
- Tahar Rahim - Grand Central

Rivelazione femminile
- Adèle Exarchopoulos - La vita di Adele (La Vie d'Adèle - Chapitres 1 & 2)
- Pauline Étienne - La religiosa (La Religieuse)
- Alice de Lencquesaing - La Tête la première
- Candy Ming - Henri
- Vimala Pons - La Fille du 14 juillet
- Marine Vacth - Giovane e bella (Jeune et Jolie)

Rivelazione maschile
- Raphaël Personnaz - Quai d'Orsay e Marius
- Pierre Deladonchamps - Lo sconosciuto del lago (L'Inconnu du lac)
- Paul Hamy - Suzanne
- Tewfik Jallab - La Marche
- Vincent Macaigne - La Fille du 14 juillet
- Niels Schneider - Désordres

Migliore opera prima
- Tutto sua madre (Les Garçons et Guillaume, à table!), regia di Guillaume Gallienne
- Au-delà du sang, regia di Guillaume Tauveron
- Comme un lion, regia di Samuel Collardey
- In solitario (En solitaire), regia di Christophe Offenstein
- La Tête la première, regia di Amélie Van Elmbt
- Nous irons vivre ailleurs, regia di Nicolas Karolszyk

Miglior film francofono
- Les Chevaux de Dieu, regia di Nabil Ayouch
- Aujourd'hui, regia di Alain Gomis
- Le Démantèlement, regia di Sébastien Pilote
- Dead Man Talking, regia di Patrick Ridremont
- Gabrielle, regia di Louise Archambault
- Le Repenti, regia di Merzak Allouache

Premio Speciale della CST
- Thomas Hardmeier - Lo straordinario viaggio di T.S. Spivet (The Young and Prodigious T.S. Spivet)

Premio speciale
- Grand Central, regia di Rebecca Zlotowski